# 小松三郎左衛門
小松 三郎左衛門（こまつ さぶろうざえもん、正保2年（1645年） - 延宝6年10月25日（1678年12月8日）は、江戸時代の義民。
金沢山の入会権をめぐる争いで、金沢村の代表として紛争の解決に当たり、村のため裁許状をくつがえそうと、江戸へ直訴しようとして藩主の怒りにふれ、処刑された。信濃国金沢宿本陣の問屋。

## 経歴・人物
この節の出典:
甲州街道四十四次の四十三番目の宿場、信濃国金沢宿（現在の長野県茅野市金沢区）に生まれる。本陣問屋場の主は代々世襲制で、諏訪高島藩金沢宿、本陣問屋、四代目小松三郎左衛門を襲名する。
この宿場は街道の分岐点にあり、高遠や飯田に通じるので伝馬地かつ人馬継立を問屋として責務を負っていた。
一方金沢村の村民達は農耕に従事し、薪炭肥料の資を鳴沢山と金沢山から得て暮らしを立てていた。また、鳴沢山と金沢山の境界ははっきりしておらず、金沢村と、隣の千野村の田畑の境界も曖昧で､二つの村の間には小さないさかい(自分の田の草取りをしていた千野村の人が金沢村の土地に勝手に入ったと勘違いされ争いになる､等)が絶えなかった。
明暦2年（1656年）に金沢村と千野村との間に山論（金沢山の山林の所有権を巡る争い）が起きた。その時、二代藩主諏訪忠恒の裁定により、高道下境塚を起点とし､松倉峠（金沢峠）に至る一線を画し、境界が確定していた。

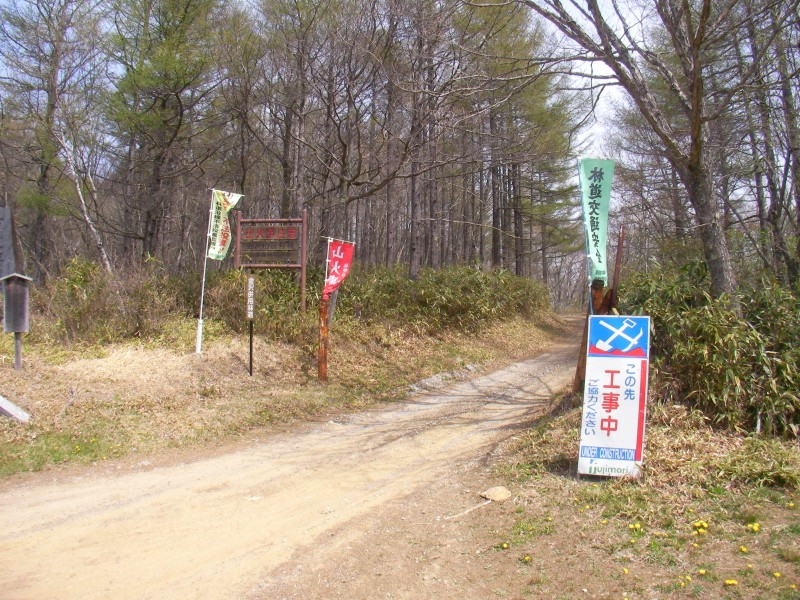
現在の芝平峠〜金沢峠

しかし、忠恒没後、三代藩主諏訪忠晴の時代になった当時、大水害、飢饉が続き、藩内では死者が1200人も出るなど諏訪藩の財政難で藩は財源確保を模索していた。
延宝5年（1677年）千野村は、鳴沢山はもちろん金沢山をも入会地と称し訴訟した。それを受け、延宝6年、藩は「先の確定は田地堺を定めたもので、山境にあらず｣とし、金沢山全部を含め、両村入会地との裁許状を下した。先の確定が蹂躙されたことを憤慨し、一村の荒廃に関わる一大事に、裁許状をくつがえそうと、三郎左衛門は金沢村の代表として紛争の解決に当たった。
延宝6年（1678年）10月25日、三郎左衛門は宮川沿い矢ノ口河原であったところで磔にされ、村民が見守る中で命を絶たれた。享年34歳の若さだった。その罪状は、山論に没頭するあまり、本来の問屋業務を疎かにしたというものであった。
執行されたこの処罰は、諏訪地方における唯一の磔刑であったという。
妻子は追放、闕所（財産没収）となる。結局、金沢山の土地も千野村の所有になることは無く、後に藩に収公された。　
その後、諏訪藩は、藩内の二十ヶ村に入会権を与え、二百年に亘る定着した財源になったという。

## 三郎左衛門死後
それから100年後の寛延2年（1749年）三郎左衛門の磔にされた桟敷場に子孫によって供養の地蔵尊が建てられたが、いつの頃か度重なる水害にあい流失したものと思われる。
寛政12年（1800年）別の場所に地元の人々に祀られた如意輪観音を地蔵の見替わりに、毎年命日に供養が行われ今日に至る。人々には「みょうり様」と呼ばれ親しまれている。
さらに、三郎左衛門の死後200年の明治13年（1880年）金沢村の村民達が宮城（きゅうじょう）上等裁判所に提訴した。村民の誠意と真実に心を動かされた裁判所によって、金沢村の土地であるという勝訴判決が下った。
昭和25年（1950年）青柳神社境内に頌徳碑、三郎左衛門の墓のある泉長寺裏の墓地に供養塔を、金沢村の人々によって奉納される。

## 地蔵尊再建
明治31年（1898年）の水害の復旧工事の時、台石だけが付近の河原より見つかり、台石を失った青面金剛像がその台石上に祀られた。金沢村史編纂会は昭和62年（1987年）山論に関係のあった高道調査の帰り、宮川の川底より行方不明となっていた三郎左衛門を祀る首を失った地蔵尊を発見した。地蔵尊の首を復元し、下町にある青面金剛像の載る台石に刻まれている施主氏名を復刻し再建した。平成3年（1991年）3月20日茅野市金沢区健之す。

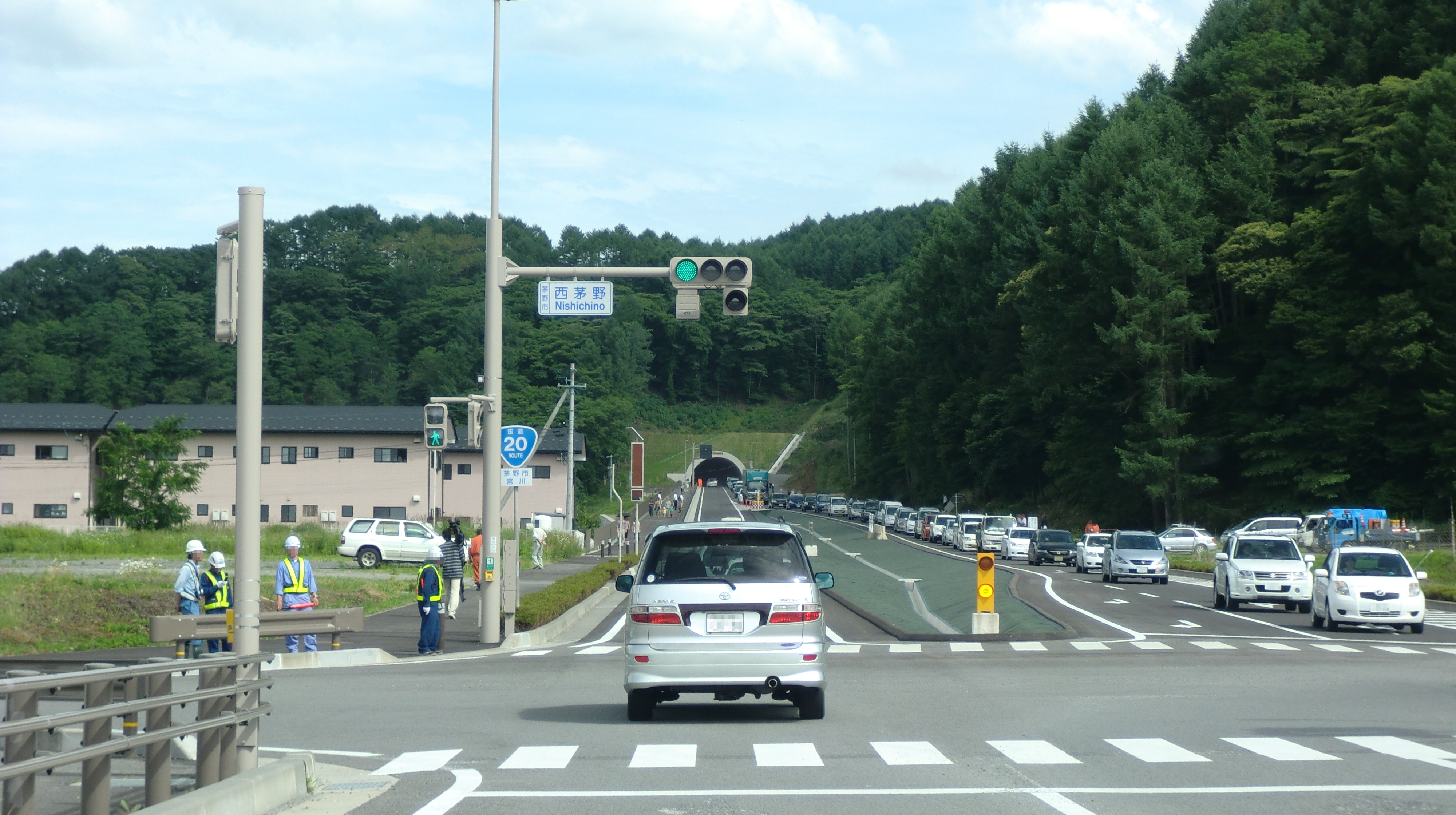
金沢区に向かう西茅野交差点　奥に見えるのが坂室トンネル